# 자유도 (통계학)
많은 과학 분야에서 시스템의 자유도는 독립적으로 달라질 수 있는 매개 변수의 개수이다. 예를 들어 평면의 한 점은 평행이동에 대해 2의 자유도를 가진다. 이는 점이 가진 두 개의 좌표를 말한다. 또한, 무한소(無限小)가 아닌 평면 위의 대상은 방향과 관련된 자유도를 추가로 가질 수 있다.
통계학에서 자유도(自由度, degrees of freedom,df)는 통계적 추정을 할 때 표본자료 중 모집단({\displaystyle x})에 대한 정보를 주는 독립적인 자료의 수를 말한다.
크기가 {\displaystyle n} 인 표본의 관측값({\displaystyle x_{1},x_{2},\dots ,x_{n}})의 자유도는 {\displaystyle n-1}이다. 여기서 구한 표본 {\displaystyle {\bar {x}}}(모집단 평균)에 대해서도 마찬가지이다.
분산 {\displaystyle s^{2}={\frac {\sum _{i=1}^{n}({\bar {x}}-x_{i})^{2}}{n-1}}}에 대해, {\displaystyle {\bar {x}}={\frac {1}{n}}\sum _{i=1}^{n}x_{i}}인 관계식(여기서 {\displaystyle {\bar {x}}}는 모집단의 평균 μ의 추정치이다)이 있기 때문에 자유도는 1 적은 n-1이 된다.

## 예시
어떤 실험에서 피험자들을 각 30명씩 4개 집단에 무선배치했을 때, 전체 자유도 {\displaystyle \left(df_{total}\right)},집단내 자유도 {\displaystyle \left(df_{within}\right)},집단간 자유도 {\displaystyle \left(df_{between}\right)}는 다음과 같다.
전체 자유도 {\displaystyle df_{total}=\left(4\times 30\right)-1=119}
집단내 자유도 {\displaystyle df_{within}=4\times (30-1)=116}
집단간 자유도 {\displaystyle df_{between}=4-1=3}

## 벡터확률
가정의 n변수 알레아토와르(aléatoires) 들의 같은 법과 독립적인 것이다. X1,...\,Xn이다.
벡터 확률 X 춤출 때마다 코디네(coordonnée)가 변수로 설정하는 공간이다. n크기\, 그래서 자연스럽게 그 값이 된다.n2도 자유이다.
우리는 기록 {\displaystyle {\bar {X}}}를 중간 치수이다. 이 벡터이다.
{\displaystyle {\begin{pmatrix}X_{1}\\\vdots \\X_{n}\end{pmatrix}}={\bar {X}}{\begin{pmatrix}1\\\vdots \\1\end{pmatrix}}+{\begin{pmatrix}X_{1}-{\bar {X}}\\\vdots \\X_{n}-{\bar {X}}\end{pmatrix}}.}
첫번째 매개체가 완전하게 결정된다. {\displaystyle {\bar {X}}},그는 한도의 자유이다. 두번째 매개체는 다음 식을 만족할 것이다. {\displaystyle \sum _{i=1}^{n}(X_{i}-{\bar {X}})=0}. 그래서에 정통한n-1a의 매개체는\, 우리가 추리하다.ne:이 매개체가n-1도의 자유이다.
매튜메티크먼트 (Mathématiquement), 이 분해 하여 번역된 것을 정사영의 벡터 확률에 부분 공간이 설정한 벡터에서 지속적인 1사는 것과 차원 1\, 그래서 그의 컴펠멘데이(complémentaire)의 차원이다. n-1.
에서는 검사할 수 있고 관심을 더 이상 승차를 2차의 특징 중의 매개체다.
{\displaystyle \sum _{i=1}^{n}(X_{i}-{\bar {X}})^{2}={\begin{Vmatrix}X_{1}-{\bar {X}}\\\vdots \\X_{n}-{\bar {X}}\end{Vmatrix}}^{2}.}
이 경우 그들이다.Xi따른정규 분포 분산시그마로 위로하고 있다.법 카이 제곱 분포에게n-1도의 자유도\, 비슷한 방법으로\, 통계의 테스트이다. 
{\displaystyle {\frac {{\sqrt {n}}({\bar {X}}-\mu _{0})}{\sqrt {\sum \limits _{i=1}^{n}(X_{i}-{\bar {X}})^{2}/(n-1)}}}}
n-1도의 자유가 평균이다. μ0이 빤하다

## 같이 보기
- 자승합
- 카이제곱 분포